# Рубль Закавказского комиссариата
Рубль Закавказского комиссариата (боны Закавказского комиссариата, закбоны, первый закавказский рубль) (арм. ռուբլի, азерб. منات, груз. მანეთი) — денежные знаки, выпущенные по решению Закавказского комиссариата и обращавшиеся на территории Грузии, Армении и Азербайджана.

## История
15 (28) ноября 1917 года в Тифлисе был создан Закавказский комиссариат — коалиционное правительство Закавказья с участием грузинских меньшевиков, эсеров, армянских дашнаков и азербайджанских мусаватистов.
12 (25) января 1918 года Закавказский комиссариат, обсудив вопрос о политическом положении, принял решение о созыве Закавказского сейма как законодательного органа Закавказья.
18 февраля 1918 года начат выпуск бонов Закавказского комиссариата, распределявшихся на договорных началах между Грузией, Азербайджаном и Арменией. Все находившиеся к тому времени на территории Закавказья денежные знаки продолжали использоваться в обращении. Азербайджан, первым в Закавказье начавший выпуск бумажных денег (т. н. «бакинских денег»), продолжал их выпуск до июля 1918 года.
22 апреля 1918 года Закавказским сеймом провозглашена Закавказская демократическая федеративная республика. Однако вскоре сейм был распущен, 26 мая 1918 года была провозглашена Грузинская Демократическая Республика, 28 мая — Азербайджанская Демократическая Республика и Республика Армения.
В сентябре 1918 года выпуск закбонов прекращён. В 1919 году начат выпуск банкнот Азербайджанской Республики, в августе 1919 года — банкнот Республики Армении, в январе 1919 года — обязательств казначейства Грузинской Республики, а в июле того же года — банкнот. Закбоны ни в одной из республик не были при этом изъяты из обращения.
Первой прекратила использование закбонов Армения. В 1921 году начат выпуск банкнот Советской Социалистической Республики Армении («армсовзнаков»). 1 января 1922 года была проведена денежная реформа, в ходе которой на армсовзнаки обменивались только чеки Эриванского отделения Госбанка («армчеки»). Закбоны и выпущенные в 1921 году т. н. «лондонские деньги» были аннулированы.
В Грузии и Азербайджане закбоны были изъяты в ходе реформы, начатой 10 января 1923 года, в ходе которой было унифицировано денежное обращение Закавказья. Эмиссии Грузии, Армении и Азербайджана прекращались, в обращение были выпущены денежные знаки Закавказской Социалистической Советской Республики (второй закавказский рубль, закдензнак). Срок обмена был установлен первоначально с 10 января по 10 марта 1923 года, но затем был продлён до 10 апреля 1924 года.

## Банкноты
Выпускались банкноты в 1, 3, 5, 10, 50, 100, 250 рублей.

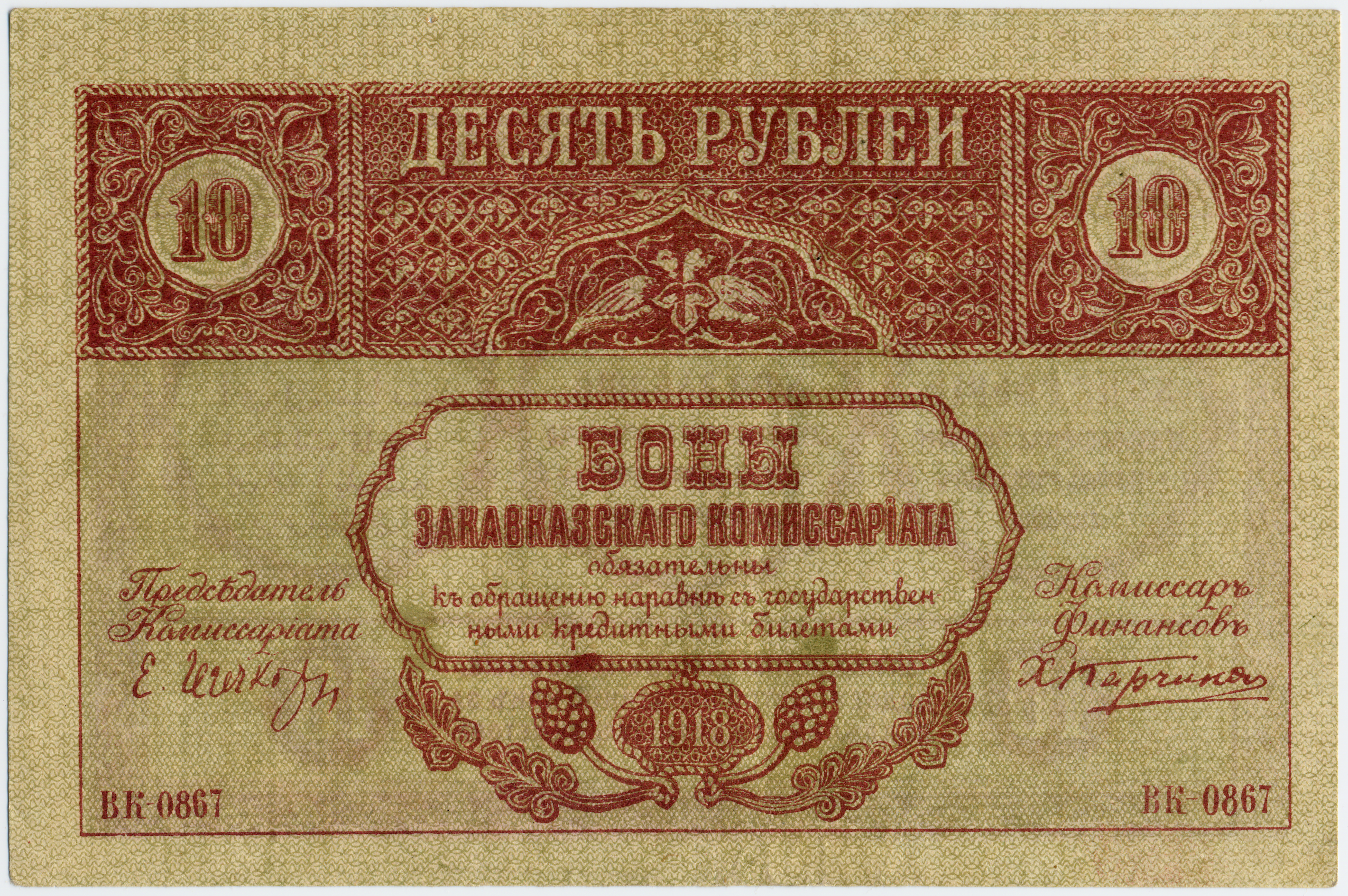
10 рублей 1918 года. Аверс
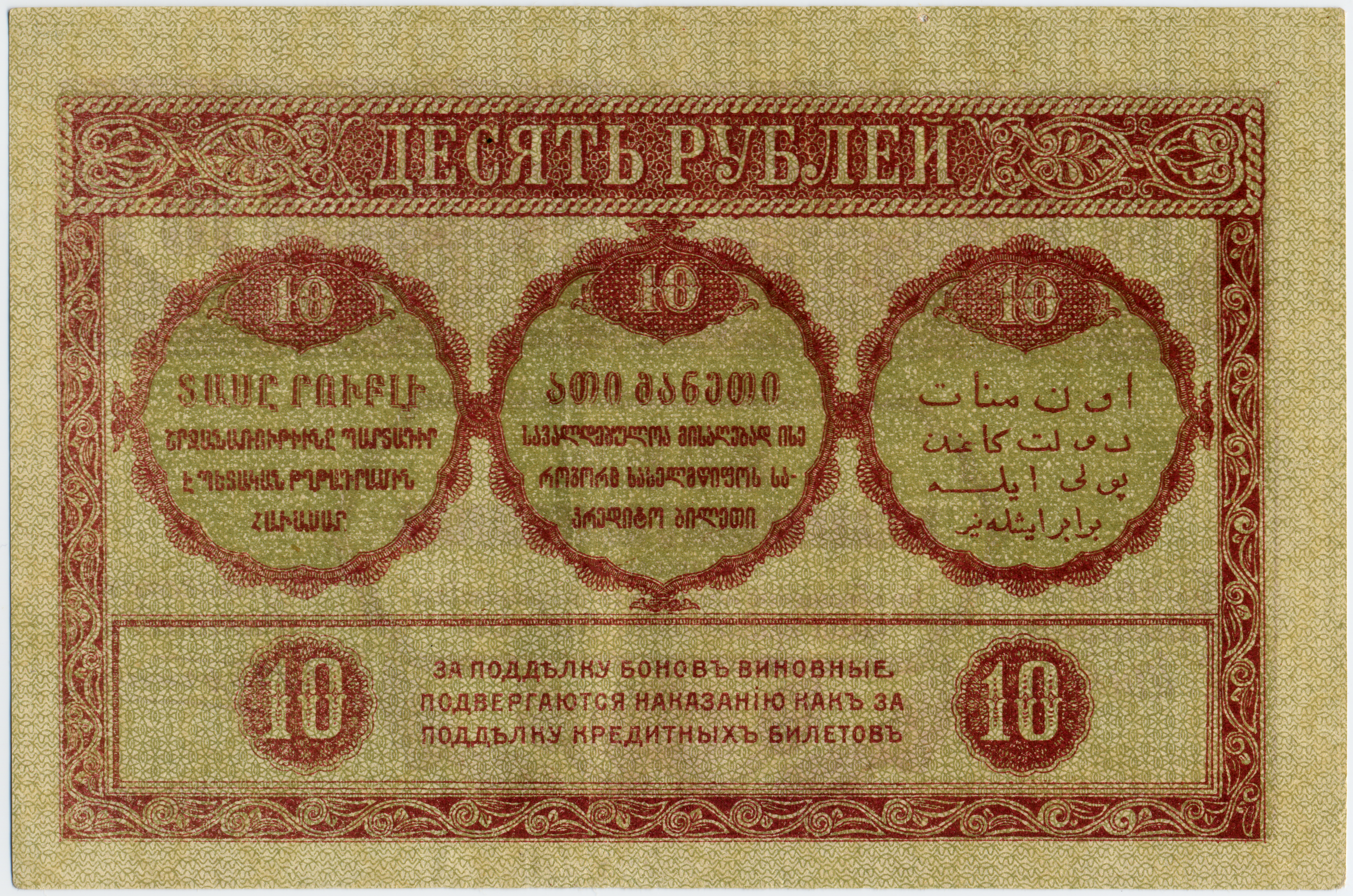
10 рублей 1918 года. Реверс